# 86丁目駅 (BMTシー・ビーチ線)
86丁目駅（グレーブセンド-86丁目駅とも）はブルックリン区グレーブセンドの86丁目と西7丁目交差点に位置するニューヨーク市地下鉄BMTシー・ビーチ線の駅である。N系統が終日停車する。また、ラッシュ時には3往復のW系統が当駅を始終として運転する。

## 歴史
駅はブルックリン・ラピッド・トランジットによって1915年6月22日に開業した。2001年から2005年までコニー・アイランド-スティルウェル・アベニュー駅の再建中はグレーブセンド-86丁目駅と案内されていた。
2016年から2018年にかけて駅は改装されている。2016年1月18日から翌2017年5月22日までマンハッタン方面ホームが、2017年7月31日から2018年10月29日までコニー・アイランド方面ホームが改装された。

## 駅構造
| G          | 地上階・駅舎               | 出入口 改札口、駅員詰所、メトロカード/OMNY自動販売機                                    |
| P ホーム階 | 相対式ホーム、右側扉が開く | 相対式ホーム、右側扉が開く                                                              |
| P ホーム階 | 北行緩行線                 | ← アストリア-ディトマース・ブールバード駅ゆき（アベニューU駅）                          |
| P ホーム階 | 混雑方向急行線             | ← 定期列車なし                                                                          |
| P ホーム階 | 中央線                     | → 路盤のみ                                                                              |
| P ホーム階 | 南行緩行線                 | → コニー・アイランド-スティルウェル・アベニュー駅ゆき（終点）→ ラッシュ時：当駅止まり → |
| P ホーム階 | 相対式ホーム、右側扉が開く |                                                                                         |

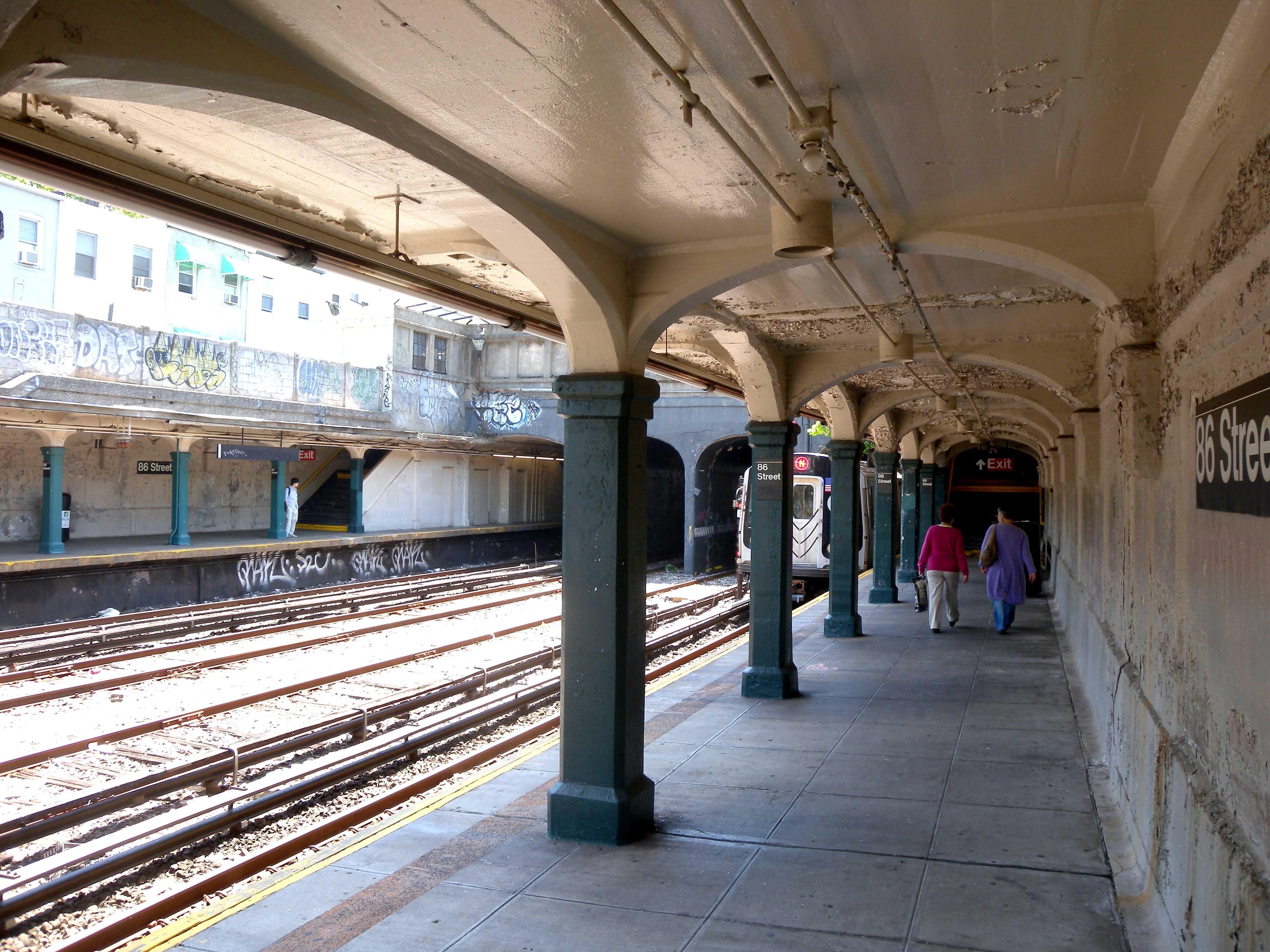
コニー・アイランド方面ホーム（改装前）

駅は相対式ホーム2面4線だが急行線は未使用である。駅南で緩行線が急行線に合流するとともにコニーアイランド車両基地への連絡線が分岐する。
コニー・アイランド方面ホームには一般客が利用できない建物がある。他のシー・ビーチ線の駅と同様、当駅の壁や屋根は全てコンクリート製になっている。また、南側には従業員専用の跨線橋がある。

### 出口
駅舎は86丁目の西7丁目と西8丁目の間にある。また、南側には閉鎖された駅舎があるが従業員専用になっている。